# Distretto di Varva
Il distretto di Varva (in ucraino Варвинський район?) era un distretto (rajon) dell'Ucraina, situato nell'oblast' di Černihiv. Il suo capoluogo era Varva. È stato soppresso con la riforma amministrativa del 2020.